# Christian T. Petersen
Christian T. Petersen (...) è un autore di giochi statunitense fondatore della Fantasy Flight Games.

## Biografia
Christian T. Petersen è nato negli Stati Uniti d'America, ma è cresciuto in Danimarca. Mentre studiava alle superiori fondò la Pegasus Spil Import, una compagnia per l'importazione dei giochi dell'Avalon Hill in Scandinavia e la Games Weekend, la seconda convenzione di giochi della Danimarca..
Nel 1991 tornò negli Stati Uniti per studiare economia presso St. Olaf College di Northfield in Minnesota.
Nel giugno 1995 fondò la Fantasy Flight Publishing allo scopo di importare negli Stati Uniti i fumetti europei, di cui era appassionato.. Il nome della ditta è un richiamo alla sua ditta precedente, essendoci già molte ditte sul mercato con il nome "Pegasi" decise di darle un nome che fosse comunque rappresentativo del cavallo alato.
Petersen preparò un business plan da 150000 $ e negoziò i diritti di importazione per Lucky Luke, Spirou e Fantasio e Percevan, ma a causa della cattiva situazione economica del mercato fumettistico della metà degli anni novanta non riuscì a trovare degli investitori e iniziò quindi importando fumetti più popolari negli Stati Uniti, come Asterix e Le avventure di Tintin.
Oltre a questa attività di importazione iniziò a sviluppare un wargame di fantascienza, Twilight Imperium, che segnò l'ingresso nel 1997 della Fantasy Flight nel mercato dei giochi da tavolo. Per l'inizio del 1998 la ditta abbandonò del tutto i fumetti concentrandosi sui giochi da tavolo, divenendo nota come Fantasy Flight Games.
Appassionato del gioco di ruolo Il richiamo di Cthulhu ottenne una licenza dalla Chaosium per produrre dei supplementi e tra il 1997 e il 1998 scrisse, con Darrell Hardy, una serie di avventure (Long Shades, Hollow Winds e Deep Secrets) ambientate nel mondo moderno.
Nel 2003 pubblica il gioco da tavolo Il Trono di Spade, sviluppato con Kevin Wilson e basato sul ciclo fantasy Cronache del ghiaccio e del fuoco. Il gioco ottiene un buon successo per l'innovativa combinazione di meccaniche dei euro e statunitensi e a questo segue sempre con la collaborazione di Wilson, Doom: Il gioco da tavolo..
Nel 2014 accetta la fusione della Fantasy Flight Games con la Asmodée Éditions, rimanendo come ceo della divisione statunitense (Asmodee North America) fino all'estate 2018

## Giochi
- Twilight Imperium, 1997 (seconda edizione nel 2000, terza nel 2005, quarta nel 2017)
- con Tod Gelle, Darrell Hardy e Tom Jolly, Diskwars, 1999
- con Eric M. Lang, Il Trono di Spade (A Game of Thrones Collectible Card Game, 2002 (gioco di carte collezionabili)
- con Kevin Wilson, Il Trono di Spade: Il Gioco da Tavolo (A Game of Thrones: The Board Game), 2003 (seconda edizione nel 2011), (gioco da tavolo)
- con Eric M. Lang, World of Warcraft: The Boardgame, 2005, (basato sull'MMORPG World of Warcraft), 2005
- con Corey Konieczka, StarCraft: The Board Game, 2007, basato sul videogioco StarCraft
- con Corey Konieczka, Middle-Earth Quest, 2009, gioco da tavolo di avventura basato su Il Signore degli Anelli
- con Tom Jolly e Lukas Litzsinger, Warhammer: Diskwars, 2013
- con James Kniffen, Star Wars: Armada, 2015, wargame tridimensionale di combattimenti tra le astronavi di Guerre stellari